# Кишкино (городской округ Домодедово)

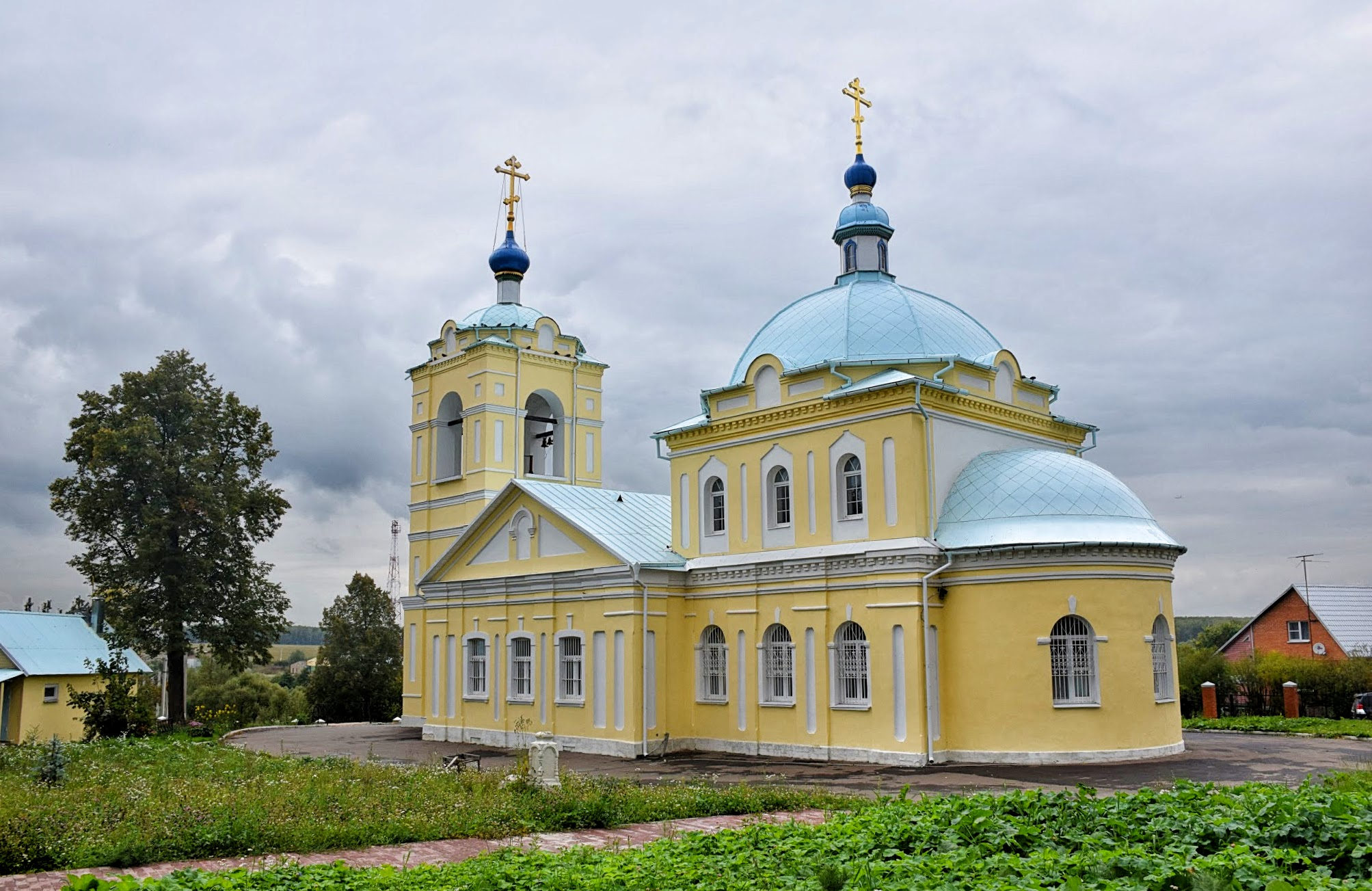
Церковь Сергия Радонежского в Кишкино

Кишкино — село в городском округе Домодедово Московской области. Население — 143 чел. (2010).

## География
Село Кишкино расположено на берегах реки Речицы — притока реки Северки на юго-востоке Подмосковья в 43 километра от МКАД.
В радиусе 7 километров от села Кишкино располагаются сёла: Введенское, Кузовлево, Мартыновское, деревни: Торчиха, Вертково, Софьино, Тютьково. Ближайший к селу населённый пункт — с. Мартыновское.

## История
Князь Серпуховский Владимир Андреевич (1353—1410) — двоюродный брат Дмитрия Ивановича Донского — «дал сыну Ярославу Кишкина слободку» по духовной грамоте 1401—1402 года.
Следующее упоминание датировано 14 октября 1477 года, когда князь Волоцкий Борис Васильевич «благословил сына Федора Кишкиным».
С 1723 года Кишкино принадлежало Григорию Григорьевичу Скорнякову-Писареву.
Известно, что в тот год в селе была мельница на речке Речице, работавшая она на помещика.
Однако вскоре Скорняков-Писарев был разжалован с конфискацией всего имущества и сослан в Жиганск.
После этого Кишкино перешло к ведомству государственного имущества.

## Население
В 1869 году в селе Кишкино был 81 двор и 227 мужчин и 269 женщин. На 1 января 1995 года в Кишкине находилось 60 домов с 142 жителями.
| 2002 | 2010 |
| ---- | ---- |
| 180  | ↘143 |